# Казо, Джузеппе
Джузеппе Казо (итал. Giuseppe Caso; род. 9 декабря 1998, Торре-Аннунциата, Кампания) — итальянский футболист, нападающий клуба «Фрозиноне».

## Клубная карьера
Казо — воспитанник клуба «Фиорентина». В 2018 году он был включён в заявку на сезон. Летом 2018 года Казо на правах аренды перешёл в «Кунео». 17 сентября в матче против «Пизы» он дебютировал в итальянской Серии C. 10 декабря в поединке против «Про Верчелли» Джузеппе забил свой первый гол за «Кунео». Летом 2019 года Казо перешёл в «Ареццо», подписав контракт на два года. 25 августа в матче против «Лекко» он дебютировал за новую команду. 27 октября в поединке против «Гьяна Эрминио» Джузеппе забил свой первый гол за «Ареццо». 
В 2020 году Казо перешёл в «Дженоа». 13 декабря в матче против «Ювентуса» он дебютировал в итальянской Серии A. 
Летом 2021 года Казо на правах аренды перешёл в «Козенцу». 22 августа в матче против «Асколи» он дебютировал в итальянской Серии B. В поединке против «Виченцы» Джузеппе забил свой первый гол за «Козенцу». Летом 2022 года Козо перешёл в «Фрозиноне», подписав контракт на 3 года. 14 августа в матче против «Модены» он дебютировал за новый клуб. 21 августа в поединке против «Брешиа» Джузеппе забил свой первый гол за «Фрозиноне». По итогам сезона игрок помог команде выйти в элиту.  